# XLR99

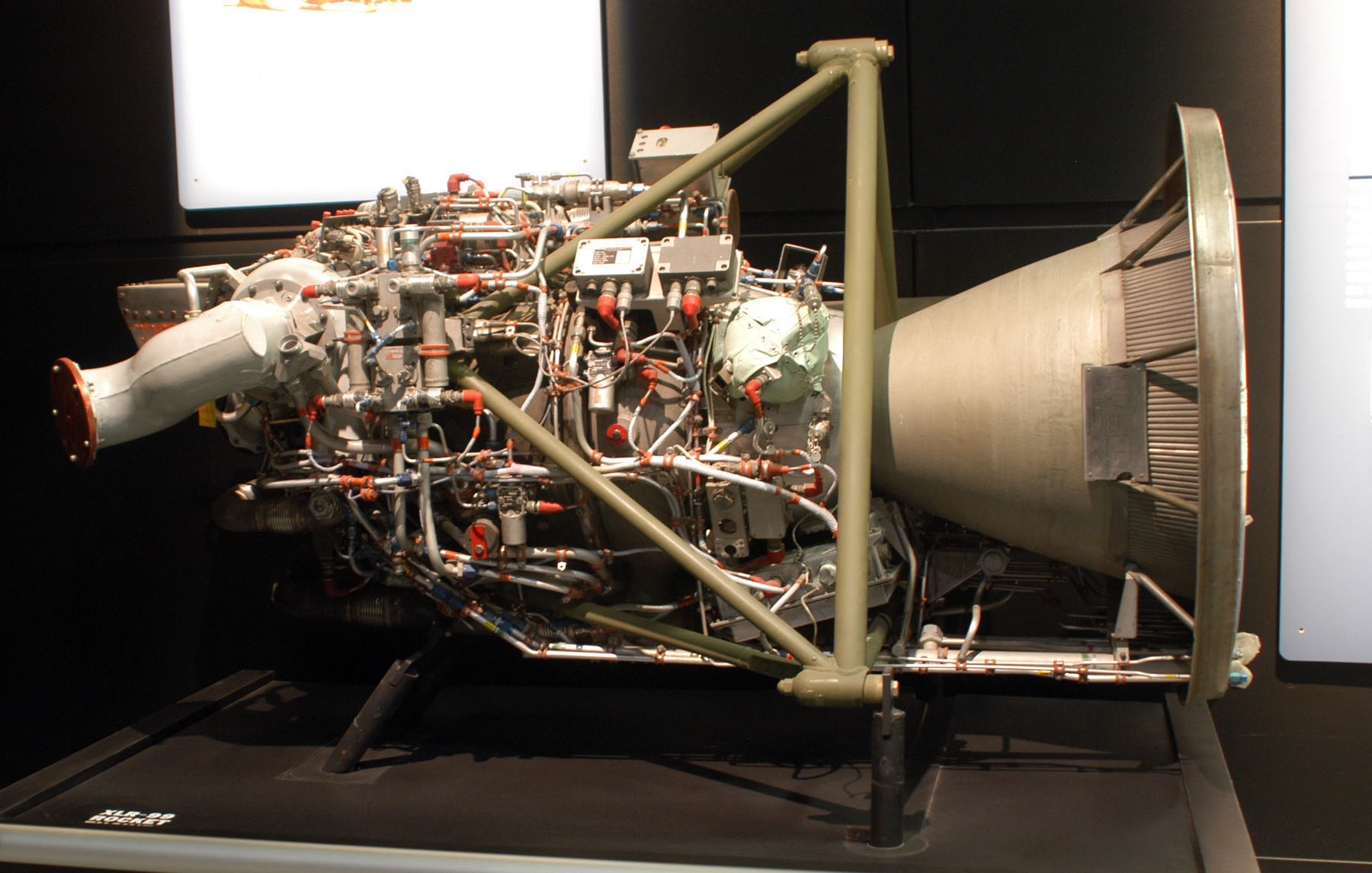
XLR-99 エンジン

XLR99エンジンはリアクション・モーターズが1950年代にX-15搭載用に開発した最初の出力可変、再着火可能型液体燃料ロケットエンジンである。出力は57000ポンド(254kN)、比推力は279秒である。出力は50～100％の間で可変でき、いつでも必要な時に停止、再着火できる。
燃料は液体酸素と非水アンモニアである。ターボポンプで毎分4500kg供給される。他の液体燃料エンジンと同様に再生冷却を採用する。エンジンの重量は413 kgである。
最大出力で83秒作動する。オーバーホールの間隔は20から40飛行である。